# Proceso del gas natural licuado
El proceso del gas natural licuado es el mecanismo por el cual se extrae, licúa y distribuye el gas natural licuado.

## Exploración y producción
Según la revista World Oil, para el año [2001], las reservas probadas a nivel mundial eran de 5919 billones de pies cúbicos, un aumento del 8,4 % con respecto al 2000. La mayoría de este gas está situado bastante lejos del mercado en países que no necesitan grandes cantidades de energía.
Los países líderes productores de gas natural que comercializan gas natural licuado a los mercados mundiales son Argelia, Indonesia y Catar. Muchos países juegan pequeños, pero importantes, roles como productores de gas natural y exportadores de gas natural licuado, tales como Australia, Nigeria, y Trinidad y Tobago. Países como Angola y Venezuela están procurando alcanzar su máximo potencial en el mercado mundial de GNL. Países como Arabia Saudita, Egipto e Irán, los cuales tiene grandes reservas de gas natural también podrían participar como exportadores de GNL.
Diversos sistemas de plataformas Off-Shore:
- Plataforma fija.
- Plataforma flotante.
- Red de distribución.

## Licuefacción
El gas alimentado a la planta de licuefacción viene de los campos de producción. Los contaminantes que se encuentran en el gas natural se extraen para evitar que se congelen y dañen el equipo cuando el gas es enfriado a la temperatura del LNG (-161°C) y para cumplir con las especificaciones técnicas del gasoducto en el punto de entrega.
El proceso de licuefacción puede ser diseñado para purificar el GNL a casi 100 por 100 metano.
El proceso de licuefacción consiste en el enfriamiento del gas purificado mediante el uso de refrigerantes. La planta de licuefacción puede consistir en varias unidades paralelas (trenes). El gas natural es licuado a una temperatura aproximada de –161°C. Al licuar el gas, su volumen es reducido por un factor de 600, lo que quiere decir que el GNL a la temperatura de -161°C, utiliza 1/600 del espacio requerido por una cantidad comparable de gas a temperatura ambiente y presión atmosférica.
- Datos: Q6087223